# ماجراهای پدینگتون (مجموعه تلویزیونی ۲۰۱۹)
ماجراهای پدینگتون (فرانسوی: Les aventures de Paddington)، یک مجموعه تلویزیونی انیمیشنی است که توسط جان فاستر و جیمز لامونت ساخته شده‌است. این سریال توسط هی‌دی فیلمز و استودیوکانال با مشارکت نیکلودئون، ام ۶ و پی‌وی+ ساخته شده‌است. انیمیشن این مجموعه توسط بلو-زو انیمیشن استودیو و سوپرپرود استودیو تولید شده‌است. این سریال بر اساس فرنچایز خرس پدینگتون ساخته شده‌است. این سریال در نیکلودئون در سطح بین‌المللی پخش شد، به جز فرانسه که سریال در گالی و بعداً در ام ۶ و پی‌وی+ پخش شد.

## خلاصه داستان
این سریال بر روی پدینگتون جوان تمرکز می‌کند که نامه‌هایی را برای خاله‌اش لوسی می‌نویسد و چیزهای جدیدی را که در طول روز کشف می‌کند و جشن می‌گیرد.

## جوایز
این مجموعه در سال ۲۰۲۱، برندهٔ جایزه امی روز برای مجموعه انیمیشن‌های برجسته کودکان پیش‌دبستانی شد.